# Chu Văn An

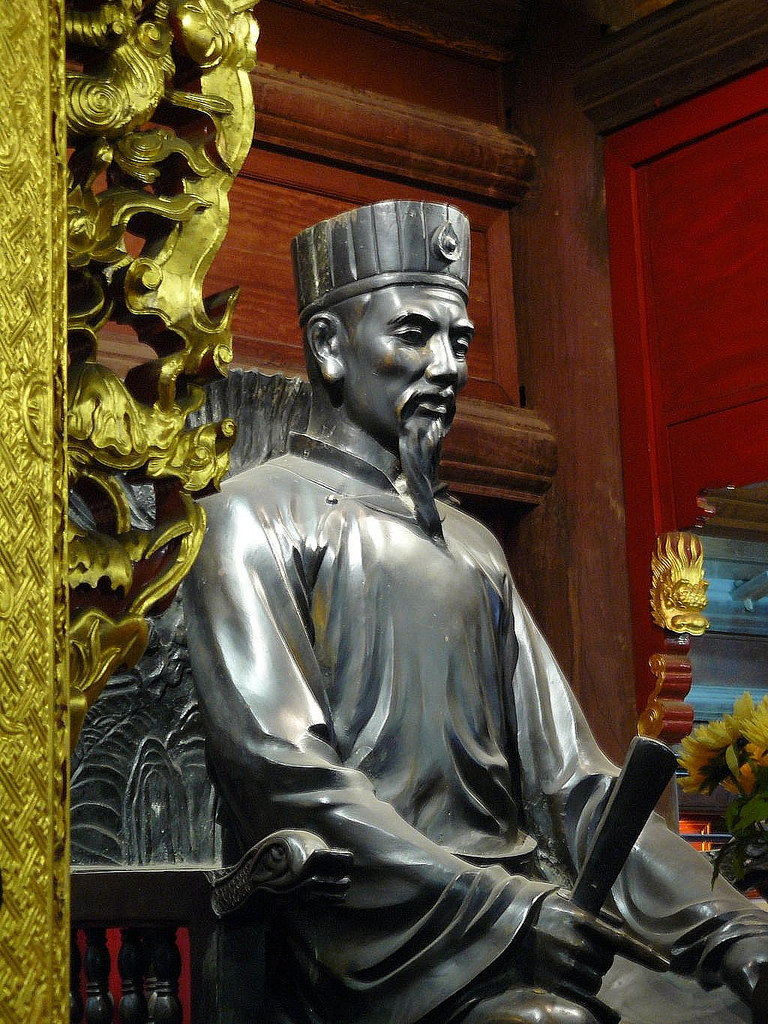
Statue von Chu Văn An im Tempel der Literatur, Hanoi

Chu Văn An (* 1292; † 1370; Geburtsname Chu An) war ein einflussreicher konfuzianistischer Gelehrter am Hof der Trần-Dynastie in Vietnam und Tutor des späteren Monarchen Trần Dụ Tông.

## Leben
Chu Văn An war Sohn eines chinesischen Vaters und einer vietnamesischen Mutter. Er wurde von Kaiser Trần Minh Tông an den Hof berufen, um als Gelehrter und Tutor des späteren Kaisers Trần Dụ Tông zu wirken. Er erlangte als Beobachter des Zeitgeschehens und Autor Prominenz am Hofe. Chu Văn An bildete am Hof weitere Gelehrte aus, welche in der Folge den Umbau des Staatswesens nach konfuzianischen Vorstellungen vorantrieben. Als sein Prinz und Schüler schließlich selbst auf dem Thron saß, forderte Chu Văn An die Absetzung mehrere korrupter Staatsbeamter. Als er ungehört blieb, zog er sich aus der Politik zurück und verbrachte den Rest seines Lebens in einem Dorf sechzig Kilometer außerhalb des damaligen Hanoi.